# Herodes Archelaos

Herodes Archelaos, Fantasiedarstellung aus dem 16. Jahrhundert

Herodes Archelaos (lateinische Namensform Archelaus; * um 23 v. Chr.; † um 18 n. Chr.) war Ethnarch von Judäa.

## Leben
Herodes Archelaos war wie Herodes Antipas ein Sohn von Herodes dem Großen und dessen 5. Ehefrau, der Samaritanerin Malthake. Er wurde zusammen mit seinem Bruder in Rom erzogen.

### Verleumdung durch Antipater
Nach der Hinrichtung seiner Halbbrüder Alexander und Aristubulus, die aus Herodes’ Ehe mit Mariamne I. stammten, durch den eigenen Vater im Jahr 7. v. Chr., wurde Archelaus zunächst von seinem ältesten Halbbruder aus erster Ehe Antipater verleumdet, die Hinrichtung betrieben zu haben. Antipater, der nach dem Tod der beliebten Mariamne-Söhne endlich zum Thronfolger ernannt worden war, wollte damit den jüngeren Konkurrenten aus dem Weg räumen. Es war jedoch bekannt, dass die Behauptung nicht stimmte.

### Einsetzung zum Ethnarchen

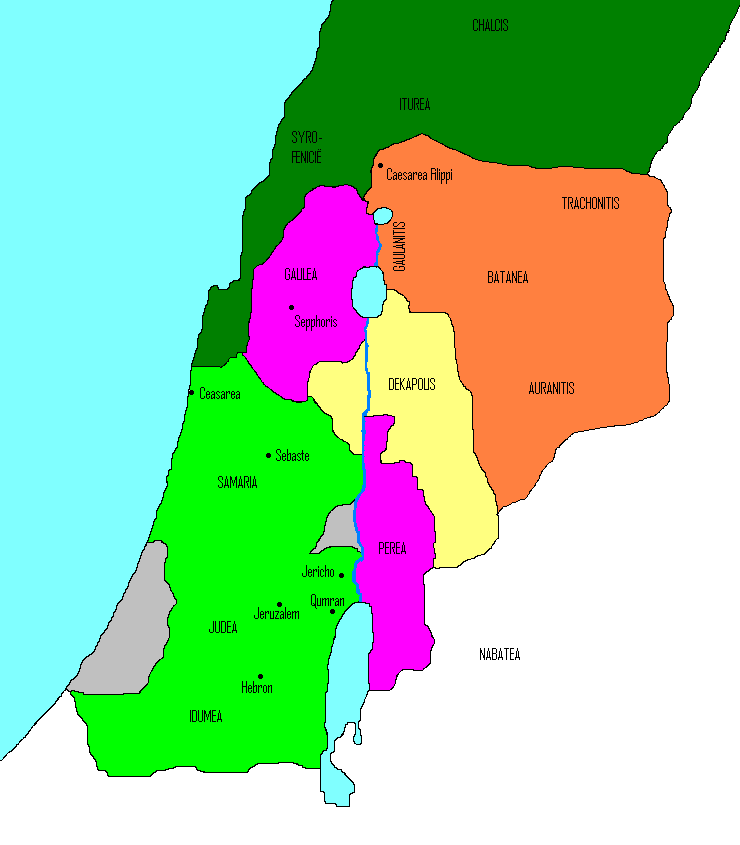
Die Aufteilung von Herodes’ Königreich, nach seinem Tod 4 v. Chr.:
Herodianische Tetrarchie unter Herodes Archelaos
Territorium unter Herodes Antipas
Territorium unter Herodes Philippos
Salome I. (Städte Jawne, Azotos, Phaesalis)
römische Provinz Syria
Autonome Städte (Decapolis)

Sein Vater, Herodes der Große, hatte ihn in der letzten Fassung seines Testaments zu seinem Nachfolger als König bestimmt. Nachdem sein Vater im Jahr 4 v. Chr., wenige Tage nach der Hinrichtung des Antipater, gestorben war und Archelaos einen Aufruhr der Pharisäer im Tempel – bei dem 3000 Juden ums Leben kamen – brutal niedergeschlagen hatte, begab er sich nach Rom, um von Kaiser Augustus seinen Herrschaftsanspruch bestätigt zu bekommen. Gleichzeitig trat jedoch sein Bruder, Herodes Antipas, als sein Rivale in Rom auf. Augustus ernannte daraufhin Archelaos, trotz der Proteste von Antipas und vornehmer Juden, die seine Grausamkeit fürchteten, zum Ethnarchen über Judäa, Samaria und Idumäa. Er versprach ihm aber den Königstitel, sollte er gut regieren.

### Regierung
Archelaos war ein tyrannischer und launischer Regent, der Samariter und Juden gleichermaßen schlecht behandelte. Nach seiner Rückkehr ernannte er an Stelle des Joazar ben Boethos dessen Bruder Eleazar zum Hohepriester, doch dieser blieb nicht lange im Amt. An dessen Stelle trat bald Josua ben Sie, doch ihn ersetzte Archelaus kurz darauf durch Joazar ben Boethos. Bei den Juden erregte besonderen Anstoß, dass er seine erste Frau Mariamne – möglicherweise Antipaters Witwe – verstieß, um die Frau seines hingerichteten Halbbruders Alexander, Glaphyra, zu heiraten, obwohl diese nach Alexanders Tod mit dem numidischen König Juba II. verheiratet war. Dies war nach jüdischen Gesetzen eine sündhafte Verbindung.
Archelaos hatte ein Jahreseinkommen von 600 Talenten aus Steuern und eigenem Besitz. In Jericho stellte er den Königspalast prächtig wieder her. Zudem leitete er die Hälfte des Wassers, das den Ort Neara versorgte, auf ein mit Palmbäumen bepflanztes Feld. Weiterhin baute er einen Ort namens Archelaïs.

### Verklagung, Absetzung und Verbannung
Im Jahr 6 n. Chr. verklagten ihn die vornehmsten Juden und Samariter bei Augustus, der ihn auf die Klagen hin durch einen Abgesandten nach Rom berief, ihn in ordentlicher Gerichtsverhandlung seines Amtes enthob, mit der Einziehung seines Vermögens bestrafte und ihn anschließend nach Vienna in Gallien verbannte. Seine Ethnarchie wurde in eine römische Provinz umgewandelt.
Publius Sulpicius Quirinius war zum Statthalter der römischen Provinz Syrien ernannt worden, einer der wichtigsten Provinzen des Römischen Reiches. In dieser Funktion befehligte er vier Legionen (legio III Gallica, legio VI Ferrata, legio X Fretensis, legio XII Fulminata). Im südlich davon gelegenen Gebiet Judäa herrschte Aufruhr, zurückzuführen auf die Unfähigkeit des Herodes Archelaos.
Im Jahre 6 n. Chr. enthob Augustus den judäischen Fürsten seines Amtes und gliederte Judäa als autonomes Gebiet, das fortan einem römischen Präfekten unterstellt war, der Provinz Syrien ein und ernannte den ersten römischen Präfekten Coponius, der von etwa 6 bis 8 n. Chr. wirkte. Sein Nachfolger war in den Jahren 9 bis 12 n. Chr. Marcus Ambibulus.

### Leben in der Verbannung und Tod
Archelaos lebte von 6 bis 18 in der Verbannung in Gallien. Über sein Leben dort ist nichts mehr bekannt. Für seinen Tod in Vienna in Gallien sind nicht mehr als Ort und Jahr bekannt.

## Herodes Archelaos im Neuen Testament
Im Neuen Testament wird Herodes Archelaos einmal erwähnt (Mt 2,22 ). Sein Regierungsantritt dient zur Datierung der Rückkehr Jesu, Marias und Josefs aus Ägypten nach Nazareth, wohin sie vor dem Kindermord in Betlehem geflohen waren. Möglicherweise bezieht sich das Gleichnis vom anvertrauten Geld in Lk 19,11–27  auf die Reise des Herodes Archelaos nach Rom.